# Најлепше народне песме
Најлепше народне песме је назив компилације изворних и компонованих народних песама у интерпретацији Снежане Ђуришић, објављене 2004. године. Издавачи су ПГП РТС и Zmex. На компилацији се, поред изворних, налазе и ауторске песме: Одакле си, селе, Мене нана негује и гледа, Јутрос ми је ружа процветала, Хармонико моја, Лепо ти је бити чобаница и Кишо, тихо падај.
Албум је реиздат 2008. године.

## Песме
| Р. бр. | Песма                        |
| ------ | ---------------------------- |
| 1.     | Одакле си, селе              |
| 2.     | Каранфил се на пут спрема    |
| 3.     | Ајде, Като                   |
| 4.     | Хранила Миља славуја         |
| 5.     | Кишо, тихо падај             |
| 6.     | Мито, Митанче                |
| 7.     | Ој, ливадо, росна траво      |
| 8.     | Мене нана негује и гледа     |
| 9.     | Јутрос ми је ружа процветала |
| 10.    | Мори, Бојко                  |
| 11.    | Ој, голубе, мој голубе       |
| 12.    | Бол болује младо момче       |
| 13.    | Мој бехаре                   |
| 14.    | Лепо ти је бити чобаница     |
| 15.    | Санак ме мори                |
| 16.    | Девојко моја                 |
| 17.    | Хармонико моја               |

Аранжмани и оркестар: Бранимир Ђокић